# Air Atlantis
Air Atlantis fue una compañía aérea portuguesa de vuelos chárter, perteneciente a TAP Portugal. Operó entre 1985 y 1993, inicialmente con Boeing 707 y después con Boeing 727-200; más tarde, en 1987, ese modelo sería sustituido por aviones Boeing 737-200 y Boeing 737-300.
En 1993 TAP decide efectuar una reestructuración de la empresa, acabando por cerrar la compañía.

## Destinos
Estocolmo, Copenhague, Ámsterdam, Fráncfort, Hamburgo, Bruselas, Londres, Sion, Glasgow, Dublín, Mánchester, París, Viena, Bristol, Roma (Ciampino), Milán (Malpensa), Basilea y Zúrich, esencialmente con conexión al Aeropuerto de Faro, pero también al Aeropuerto de Lisboa, Aeropuerto de Madeira y Aeropuerto de Oporto.

## Flota
- Boeing 707
- Boeing 727-100
- Boeing 727-200
- Boeing 737-200
- Boeing 737-300